# 남관진 창건비
남관진창건비는 전북특별자치도 완주군에 있는 비석이다. 2018년 2월 22일 완주군의 향토문화재 제2호로 지정되었다.

## 지정 사유
남관진 창건비는 조선 후기 전주 남쪽에 설치됐던 군사시설 남관진의 창건 내용을 담고 있는 비석으로 지금은 원형을 잃은 남관진의 창건 경위와 규모 등의 기록이 남아 있어 사료적 가치가 뛰어나다.